# Orimarga niveitarsis
Orimarga niveitarsis är en tvåvingeart som beskrevs av Alexander 1915. Orimarga niveitarsis ingår i släktet Orimarga och familjen småharkrankar.
Artens utbredningsområde är Panama. Inga underarter finns listade i Catalogue of Life.